# Фисун, Андрей Лукич
Андрей Лукич Фисун (укр. Андрій Лукич Фисун; 11 сентября 1928 год, село Фёдоровка — 4 октября 2002 год, село Липянка, Карловский район, Полтавская область, Украина) — председатель колхоза «Прогресс» Карловского района, Полтавская область, Украинская ССР. Герой Социалистического Труда (1986).

## Биография
Родился 11 сентября 1928 года в селе Фёдоровка в крестьянской семье. В 1944 году получил неполное среднее образование. После школы работал прицепщиком в тракторной бригаде. По окончании курсов трактористов трудился трактористом и бригадиром на Карловской МТС. В 1948 году был призван на срочную службу, которую проходил в Группе советских войск в Германии. После армии в 1952 году поступил на учёбу в школу механизации в Миргороде. С 1953 по 1960 год — тракторист, бригадир, секретарь комитета ЛКСМУ в колхозе «Заря коммунизма». В 1960 году поступил в партийную школу при Полтавском обкоме КПУ, которую окончил в 1963 году.
В 1964 избран председателем колхоза имени Щорса Машевского района и в 1968 году — председателем колхоза «Прогресс» Карловского района.
Вывел колхоз «Прогресс» в число передовых сельскохозяйственных производств Полтавской области. В 1986 году удостоен звания Героя Социалистического Труда «за выдающиеся производственные достижения, успешное выполнение заданий одиннадцатой пятилетки и социалистических обязательств и проявленную трудовую доблесть». Руководил колхозом «Прогресс» в течение 20 лет до 1988 года.
Избирался делегатом XXVI съезда КПСС.
С 2000 года — генеральный директор частного сельскохозяйственного предприятия.
Погиб 4 октября 2002 года вместе с супругой от рук преступников в Фёдоровке. Похоронен на сельском кладбище села Липянка.

## Награды
- Герой Социалистического Труда — указом Президиума Верховного Совета СССР от 7 июля 1986 года
- Орден Ленина
- Медаль «За доблестный труд в Великой Отечественной войне 1941—1945 гг.»
- Заслуженный работник сельского хозяйства Украины (1998)